# Дом учёных (Саратов)
Дом учёных — учреждение города Саратов, объединяющее творческую интеллигенцию города, дом на углу ул. Московская 41 и ул. Комсомольская 41, Саратов.
В 1993 году Дом учёных был переименован в Саратовский областной Дом культуры и науки, с октября 2004 года называется Саратовским областным Домом работников искусств (СОДРИ).. В 2014 г. СОДРИ переведён в бывший Дом офицеров (ул. Соборная 18). В настоящее время в здании работает Театр фокусов «Самокат».

## История
Основан 25 декабря 1925 года по предложению учёных Саратова в бывшем доме графа Анатолия Дмитриевича Нессельроде на углу улиц Московской и Комсомольской.
Главным инициатором выступил проживавший в этом доме профессор А. Г. Ковалевский, получивший поддержку нескольких профессоров-соседей.
При участии представителей саратовских ВУЗов было избрано правление Дома учёных во главе с профессором А. Ковалевским.
Саратовский Дом учёных стал одним из первых в стране, основанных новой властью.
Первыми мероприятиями Дома стали: организация библиотеки, её фонд составили переданные в дар книги. Председателем библиотечной секции стал профессор Н. Михайлов. Профессор Каплинский стал организовывать концерты. Кроме того, были организованы секции: лекционная, музыкальная, детская, спортивная, хозяйственная (для оборудования и ремонта помещений, оформления мероприятий Дома), столовая (для организации питания научных работников). Многое делалось собственными силами и на собственные средства.
Большую помощь Дому оказывал Саратовский университет в лице профессора В. В. Вормса.
При музыкальной секции был создан симфонический оркестр, с получением государственного финансирования были закуплены музыкальные инструменты и рояль.
Дом учёных был активно задействован в работе по ликвидации безграмотности.
Столовой секции было выделено помещение бывшей старообрядческой церкви, что располагалась напротив, и прилегающие к ней каменные конюшни, что позволило обслуживать до трёх тысяч человек в день.
После Великой Отечественной войны начал действовать Клуб художников-любителей «Вернисаж», объединивший 57 ветеранов войны.
При Доме работают народная вокально-оперная студия «Октава», фольклорно-этнографический ансамбль «Забава», танцевальный клуб «Вита-С», Центр эстетического воспитания детей «Лукоморье», музей традиционной культуры «Оберег».